# یامادا: سامورایی آیوتایا
یامادا:سامورایی آیوتایا (تایلندی: ซามูไร อโยธยา) فیلمی در ژانر اکشن و رزمی است که در سال ۲۰۱۰ منتشر شد.
داستان بر اساس یک شخصیت واقعی در عصر “آیوثایا” به نام “یامادا نا گاماسا” می باشد که او یک ماجراجوی ژاپنی بود که توانست نفوذ قابل توجهی در تایلند به دست آورد و تبدیل شود به یک قهرمان.